# San Rufo (Italia)
San Rufo è un comune italiano di 1 597 abitanti della provincia di Salerno in Campania.

## Geografia fisica
- Classificazione sismica: zona 2 (sismicità media), Ordinanza PCM. 3274 del 20/03/2003.

## Storia
Dal 1811 al 1860 ha fatto parte del circondario di Polla, appartenente al Distretto di Sala del Regno delle Due Sicilie.
Dal 1860 al 1927, durante il Regno d'Italia ha fatto parte del mandamento di Polla, appartenente al Circondario di Sala Consilina.
Il comune di San Rufo si trova ad un'altitudine di 640 metri sul livello del mare e copre una superficie di 31,62 km². È posizionato fra due monti: Spina dell'Ausino e Cucuzzo delle Puglie. Tra essi si apre il passo della Sentinella, che da sempre mette in comunicazione il Vallo di Diano con la Valle del Calore Salernitano.
Come altri piccoli paesi di questa zona, il territorio vede la prevalenza di vegetazione arborea.
Le notizie sulle origini San Rufo non sono certe e, buona parte degli storici, le fa risalire al XIII secolo ad opera di Gubello Pellegrino che lo edificò in onore di S. Rufo, III vescovo di Capua. 
Il paese fu casale di Diano, e divenne feudo dei Pellegrino fino al '600, per poi passare alle famiglie Rinaldo e Laviano.
Il territorio di San Rufo è molto interessante dal punto di vista archeologico. Purtroppo si è salvato poco del patrimonio artistico della città, ma dell'antica struttura rimangono alcuni interessanti edifici del 600 e 700 con portali in pietra, e si possono ammirare i ruderi dell'antico castello.

## Società

### Evoluzione demografica
Abitanti censiti

## Infrastrutture e trasporti

### Strade
- Strada Provinciale 39/a Innesto SS 166(S.Marzano)-Prato Perillo.
- Strada Provinciale 231 Innesto SP 207(Riella)-Fontana Vaglio-Tempa Rossa.
- Strada Provinciale 295 Strada Ponte Filo-inizio territorio di Teggiano.
- Strada Provinciale 307 Innesto SS 166(cimitero S. Rufo)-Innesto SP 231-Vignola-Innesto SP 39.
- Strada Provinciale 394 Innesto SP 307-Camerino-Lamelle-Innesto SS 166.

## Amministrazione

### Altre informazioni amministrative
Il comune fa parte della Comunità montana Vallo di Diano e dell'Unione dei comuni Sant'Arsenio, San Rufo e San Pietro al Tanagro.
Le competenze in materia di difesa del suolo sono delegate dalla Campania all'Autorità di bacino interregionale del fiume Sele.

## Sport
Aveva sede nel comune la società di calcio del Valdiano 85, sciolta nel 1990.